# Folk-Club Atlantis
Der Folk-Club Atlantis war in den 1970er-Jahren ein Zentrum der Wiener Musikszene.
Der „Golden Gate Club“ ist als erstes Wiener Folk-Lokal im September 1968 im Keller des Café Parzifal in der Wiener Innenstadt gegründet worden. Dort traten die ersten Musiker der Wiener Folk-Szene auf, wie di „Blue Grass Specials“, Trödel, Al Cook, Tiny Folk, Worried Men Skiffle Group, Franzi Bilik, Pippa, Jack Grunsky, Milestones usw. Es gab aber auch regen Austausch und viele Sessions der unterschiedlichsten Musiker in dem Lokal. Nach einiger Zeit wurde er von einem Verein musikinteressierter und -ausübender junger Leute um den umtriebigen Ernst Hilger übernommen. Da der Klub zu klein und zu laut wurde, das Café Parzifal die „jungen Wilden“ zu viel wurde fand man im 9. Bezirk, Ecke Währinger Straße/Sensengasse in einem anderen Kaffeehaus ein größeres Kellerlokal und damit war der Folk Club Atlantis gegründet. Zu den Mitgliedern zählten etliche schon, aber auch später bekannte Namen, etwa Erich Meixner, später Mitglied der Schmetterlinge und einige Mitglieder der Worried Men Skiffle Group, der Pioniere des Austropop. Zu den auftretenden Gruppen zählten die Blue Grass Specials, der Austrokanadier Jack Grunsky mit seinen Jack’s Angels und die „Milestones“. Wolfgang Ambros probierte hier seinen Song Da Hofa, „Al Cook“ (Alois Koch) pflegte auf seiner Slide-Gitarre den Südstaaten-Blues und Erich Demmer spielte das Faktotum und griff, wenn Not am Mann war, selbst zur Gitarre. Da die meisten „Aktiven“, die die Bar oder den Betrieb absicherten, Studenten waren, war der Bezug zur Uni intensiv. Die Erste Uni-Quiz-Rallye wurde vom Atlantis organisiert, das Aggstein-Fest erstmals durchgeführt, ein Römer-Fest in Carnuntum und einige andere herrlichen Verrücktheiten. Doch auch hier gab es Probleme, denn die immer größere Popularität störte den darüberliegenden Kaffeehaus-Betrieb. Sogar eine Joan Baez und auch ein Leonard Cohen waren dort zu Gast, zwar nicht als Musiker, sondern als Überraschungsgäste spät Nachts, nach deren Auftritten in Wien, da das Atlantis bis in die Folk-Szene der USA bekannt wurde. Doch dann musste wieder ein neues Lokal gesucht werden und Ernst Hilger wurde mit dem Atlantis II in der Operngasse rasch fündig.
Obwohl anfänglich nicht immer gut besucht, da nicht mehr Uni-Nähe, hatte das Lokal doch binnen kürzester Zeit sehr große Bedeutung als Treffpunkt der Wiener „Folkniks“. Dort wurde auch die Kabarett-Szene mit dem Kabarett Keif mit Teuschl/Steinhauer/Resetarits etc. gegründet. Und von dort wurde auch die Arena-Besetzung koordiniert, die Schmetterlinge wurden populär und eigentlich der dann erfolgte Höhenflug der Austropop-Szene zementiert.